# Нерепродуктивное половое поведение животных
Нерепродуктивное половое поведение животных — любое половое поведение животных, не ведущее к их размножению. Хотя естественное стремление к воспроизводству себе подобных остаётся основным объяснением сексуальных действий животных, недавние наблюдения позволяют предположить, что у этих действий могут быть и другие причины. Наблюдались действия сексуального характера для установления социальных отношений, демонстрации доминирования, снятия агрессии, обмена и сексуальной стимуляции — в том числе некопулятивная садка (без проникновения или между самками), оральный секс, стимуляция гениталий и ануса, межвидовое спаривание, различные выражения привязанности, иногда гомосексуальное поведение, совокупление с умершими или неполовозрелыми особями.

## Социальные связи и взаимодействия
Известно, что львы могут заниматься нерепродуктивным сексом для поддержания социальных связей между собой. Обычно львы живут небольшими группами — прайдами. В одном прайде чаще всего бывает от двух до восемнадцати самок и от одного до семи самцов, причём самки в этом же прайде рождаются, а самцы к ним приходят из других прайдов, причём приходят не по одному, а целой группой. Эта группа самцов должна быть сплочённой, чтоб захватить и удержать власть над прайдом; часто ей приходится драться с такой же группой прежних самцов прайда. Победители получают власть над самками и территорией, побеждённые изгоняются и отправляются искать другой прайд. Во время этих поисков в группе самцов часто практикуются гомосексуальные контакты, помогающие поддерживать единство группы.
У бонобо сексуальность является базовой формой коммуникации. Сексуальные и подобные действия, видимо, могут использоваться для всего — от простого выражения симпатии до установления доминирования. Самки бонобо стремятся вступать в устойчивые отношения с доминантными самцами. Любовницы одного самца образуют устойчивую группу, разделяют трапезу и не соперничают между собой. Все члены группы бонобо — потенциальные половые партнёры; распространены и однополые отношения как между самцами, так и между самками. Самки часто собираются в однополые группы и защищаются от сексуальных нападений самцов, при этом практикуя лесбийский секс между собой.

## Агрессия
Некоторые виды животных используют сексуальные действия как метод разрешения разногласий. Особенно известны этим бонобо, использующие секс как средство снятия агрессии по отношению друг к другу; они — единственные известные приматы, заменяющие нападение сексуальными действиями. И даже если дело доходит до драки между бонобо, соперники после схватки могут обниматься и даже целоваться взасос, демонстрируя симпатию и примирение. Сексуальная активность бонобо очень высока, но при этом темп размножения у них такой же, как у обыкновенных шимпанзе.
Голодная самка бонобо может подойти к самцу, вступить с ним в недолгую близость и потом получить от самца немного добытой им еды; самец бонобо в этой ситуации не проявляет никакой агрессии по отношению к самке.

## Непосредственные причины
Трудно определить, насколько сознательным является поведение животных, в том числе половое поведение. Лабораторные опыты показали, что у животных есть система инстинкта и вознаграждения, и их поведение определяется как врождёнными, так и приобретёнными качествами. Исследования мозга подтвердили, что удовольствие и неудовольствие являются важной составляющей жизни животных. Установлено, что лимбический невральный механизм (англ. limbic neural mechanism), порождающий реакции, у всех млекопитающих почти одинаков. После проведённых обширных исследований уже можно утверждать, что системы вознаграждений (англ. reward system) в мозге человека и мозге животного очень сходны между собой, и получение удовольствий одинаково важно для них.
В частности, было проведено исследование возможных копулятивных оргазмов у самок японского макака. Обнаружилось, что частота оргазмов не коррелирует ни с возрастом, ни с рангом макаки. Чем больше происходит тазовых толчков, тем дольше длится копуляция. 80 из 240 исследованных самок испытывали оргазмы.
По законам эволюции, система вознаграждения должна быть частью биологического механизма, непосредственно управляющего поведением животного. Те или иные повадки животного вызываются желаниями и закрепляются получаемым удовольствием. Если то или иное поведение способствует выживанию стаи, оно в ней закрепляется и передаётся следующим поколениям.
У позвоночных много общего в строении тела: у всех из них есть скелет, нервная система, система кровообращения, пищеварительная и выделительная система. У большинства позвоночных есть те же пять основных чувств, что и у людей, и много общего в строении и функционировании сенсорной системы. В значительной мере совпадают физиологические и биохимические реакции. Нейрофизиологи не обнаружили фундаментальных различий в строении и функциях нейронов и синапсов между людьми и животными.

## Виды поведения
У некоторых видов животных, в том числе у дельфинов и японских макак, наблюдалось сексуальное поведение не во время брачного сезона, которое явно не могло привести к оплодотворению. У нескольких других видов бывают разнообразные некопулятивные садки без проникновения или без эрекции.
Ещё более распространены телесные выражения симпатии и нежности между животными — трение, лизание и другие. Это обычно происходит без сексуального проникновения или стимуляции гениталий, но может быть весьма сходно с сексуальным поведением тех же животных. Самцы львов трутся головами, летучие мыши лижут друг дружку, архары трутся рогами и мордами. Животные также могут целоваться, касаться друг друга носами, ртами и мордами; такое наблюдалось у африканских слонов, моржей и горных зебр. Африканские слоны также обвивают хоботами туловища друг другу, жирафы сплетают шеи, гульманы крепко обнимают друг друга сзади. Поцелуи у приматов — почти такие же, как у людей. Шимпанзе целуются взасос, бонобо практикуют стимуляцию языка языком.
Непроникающая стимуляция гениталий (как собственных, так и партнёра) очень распространена в животном мире. У многих видов — от дельфинов до приматов — обнаружился иногда практикуемый оральный секс в форме лизания, сосания или стимуляции гениталий носом. Бонобо легко переходят от обычного выражения симпатии к непроникающей стимуляции гениталий. Мастурбация распространена среди млекопитающих, как самцов, так и самок, и в меньшей мере среди птиц. Техники её различны; используются лапы, плавники, хвосты, а иногда даже предметы вроде палок, гальки и листьев. Среди приматов мастурбация более распространена у тех видов, у которых семенники имеют больший размер относительно тела.
Проникновение пенисом в анус (в гетеросексуальных и мужских гомосексуальных диадах) наблюдается у некоторых приматов. Мужское гомосексуальное анальное проникновение было отмечено у приматов Старого Света — горилл, орангутанов, и некоторых видов рода Макаки (медвежий макак, макак-резус, японский макак), а также у двух видов приматов Нового Света — коатов и саймири. Десмонд Моррис в 1970 году описывал одну гетеросексуальную пару орангутанов, у которой проникающий секс был только анальным. Возможно, это объясняется тем, что самец прежде имел большой гомосексуальный опыт, и потом стал воспроизводить его в отношениях с самкой.
Случаи гомосексуального проникновения пальцем в анус отмечались у орангутанов; Брюс Бэйджмил упоминает о как минимум одном таком случае у самцов шимпанзе.

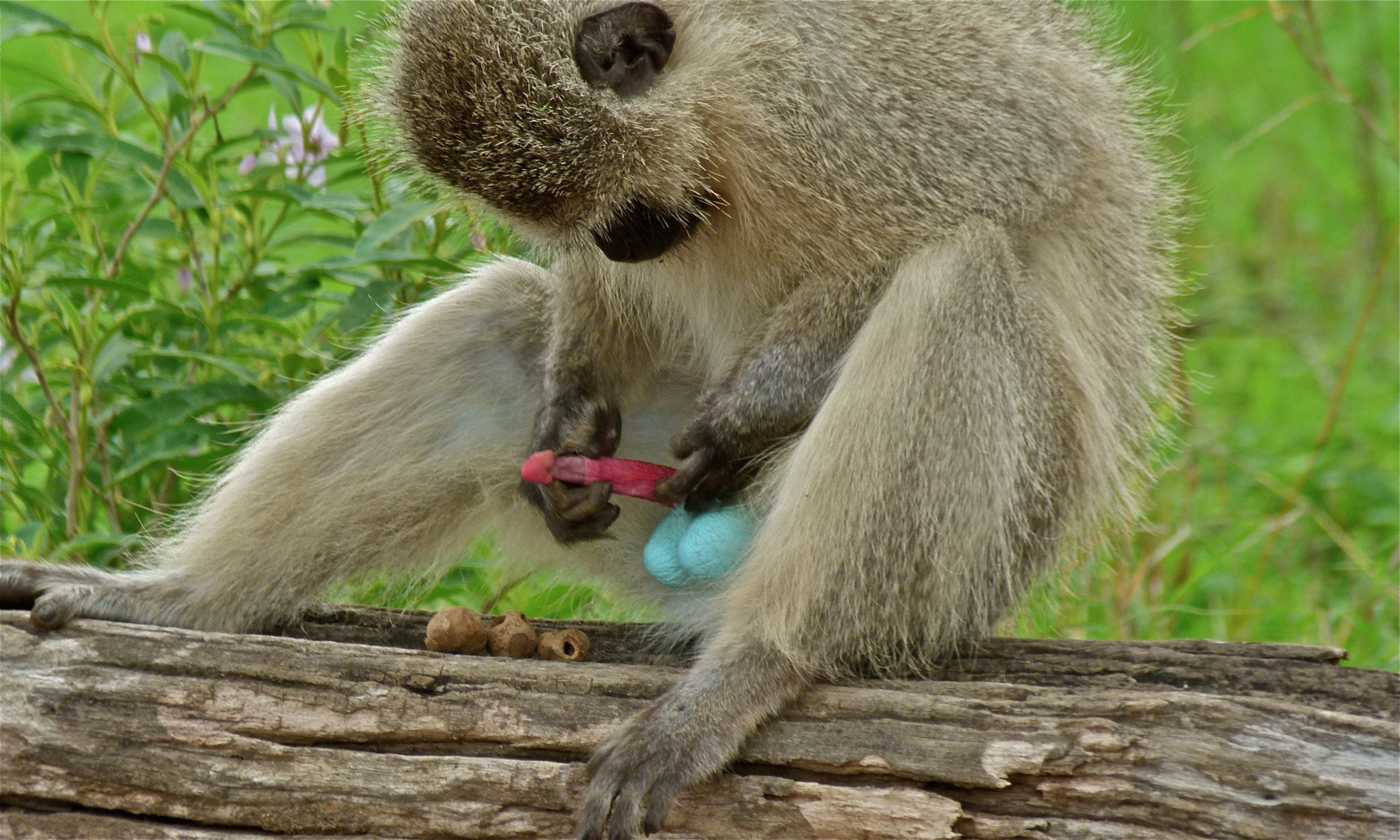
Самец верветки

Мастурбацией занимаются животные многих видов, как самцы, так и самки, иногда даже те, кто имеет возможность заняться сексом с партнёром. Например, это наблюдалось у котов, собак, самцов капской земляной белки, самцов оленей, носорогов, кабанов и самцов обезьян.
В обзоре Университета Пенсильванской школы ветеринарной медицины (англ. University of Pennsylvania School of Veterinary Medicine) говорится:

Поведение, известное среди коневодов как «мастурбация» … включает в себя нормальные периодические эрекции и движения пениса. По результатам описательных полевых исследований, процитированных выше, и масштабного исследования домашних лошадей, данное поведение следует признать нормальным и распространённым среди самцов лошадиных. Попытки препятствовать мастурбации или наказывать за неё — например, привязывая щётку снизу там, где пенис трётся о тело, что остаётся обычной практикой конюхов в ряде регионов мира — часто приводит к усилению мастурбации и расстройствам нормального репродуктивного поведения.
Оригинальный текст (англ.)[The] behavior known within the horse breeding industry as masturbation ... involves normal periodic erections and penile movements. This behavior, both from the descriptive field studies cited above and in extensive study of domestic horses, is now understood as normal, frequent behavior of male equids. Attempting to inhibit or punish masturbation, for example by tying a brush to the area of the flank underside where the penis rubs into contact with the underside, which is still a common practice of horse managers regionally around the world, often leads to increased masturbation and disturbances of normal breeding behaviour.

Кастрация не предотвращает мастурбацию, что наблюдалось на примере меринов. Мастурбацией также часто занимаются и кобылы, и жеребцы, как до, так и после полового созревания.
Сексолог Хэвлок Эллис в своих «Исследованиях по психологии пола» (англ. Studies in the Psychology of Sex, 1927 г.) отметил быков, козлов, баранов, верблюдов и слонов в качестве видов животных, практикующих аутоэротизм, как и некоторые другие виды:

Как мне сообщил один джентльмен — признанный авторитет в [зоологии] козлов — что они иногда берут пенис в рот и доводят себя до оргазма, то есть совершают автофелляцию. Что касается хорьков … «если самка во время течки не может спариться с самцом, она изнемогает и заболевает. Если в клетку ей положить гладкий камешек, она будет мастурбировать им и останется здоровой в течение сезона. Но если и в следующий сезон дать ей тот же искусственный заменитель, она уже не будет, как прежде, удовлетворена им» … Блюменбах наблюдал, как медведь совершал подобное действие, глядя на совокупление других медведей, а Плосс и Бартелс сообщали про взаимную мастурбацию гиен, лижущих гениталии друг другу.
Оригинальный текст (англ.)I am informed by a gentleman who is a recognized authority on goats, that they sometimes take the penis into the mouth and produce actual orgasm, thus practicing auto-fellatio. As regards ferrets ... "if the bitch, when in heat, cannot obtain a dog [ie, male ferret] she pines and becomes ill. If a smooth pebble is introduced into the hutch, she will masturbate upon it, thus preserving her normal health for one season. But if this artificial substitute is given to her a second season, she will not, as formerly, be content with it." ... Blumenbach observed a bear act somewhat similarly on seeing other bears coupling, and hyenas, according to Ploss and Bartels, have been seen practicing mutual masturbation by licking each other's genitals.

Брюс Бэйджмил в вышедшей в 1999 году книге «Биологическая плодовитость» (англ. Biological exuberance) написал, что:

Аутоэротизм также встречается часто среди животных, как самцов, так и самок. Используется множество творческих техник: стимуляция гениталий рукой или передней лапой (приматы, львы), ногой (вампиры, приматы), плавником (моржи) или хвостом (павианы), иногда сопровождаемая стимуляцией сосков (макаки-резусы, бонобо); автофелляция — толкание носом, лизание или сосание самцом своего пениса (обыкновенные шимпанзе, бонобо, верветки, саймири, бараны Далла, голубые и гривистые бараны, карликовые свинковые); стимуляция [головки] пениса соударениями или трением о живот или об окружающую её кожу (белохвостые и чернохвостые олени, зебры, лошади Пржевальского); [случаются] спонтанные эякуляции (снежные бараны, бородавочники, пятнистые гиены; [практикуется] стимуляция гениталий неживыми предметами (некоторые виды приматов и китообразных).
Многие птицы используют для сексуального самоудовлетворения пучки трав, листья или комочки земли, а некоторые млекопитающие — например, приматы и дельфины — трутся гениталиями о землю или другую поверхность.
Самки млекопитающих, особенно приматов, любят прямую и непрямую стимуляцию клитора — как в ходе мастурбации, так и во время гетеросексуальных и гомосексуальных отношений … Этот орган есть у самок всех видов млекопитающих и некоторых других видов животных.
…
Обезьяны, особенно человекообразные, используют множество различных предметов для мастурбации, а иногда даже намеренно изготовляют такие предметы … порой проявляя немалую изобретательность.
Оригинальный текст (англ.)Autoeroticism also occurs widely among animals, both male and female. A variety of creative techniques are used, including genital stimulation using the hand or front paw (primates, Lions), foot (Vampire Bats, primates), flipper (Walruses), or tail (Savanna Baboons), sometimes accompanied by stimulation of the nipples (Rhesus Macaques, Bonobos); auto-fellating or licking, sucking and/or nuzzling by a male of his own penis (Common Chimpanzees, Savanna Bonobos, Vervet Monkeys, Squirrel Monkeys, Thinhorn Sheep, Bharal, Aovdad, Dwarf Cavies); stimulation of the penis by flipping or rubbing it against the belly or in its own sheath (White-tailed and Mule Deer, Zebras and Takhi); spontaneous ejaculations (Mountain Sheep, Warthogs, Spotted Hyenas); and stimulation of the genitals using inanimate objects (found in several primates and cetaceans).

Many birds masturbate by mounting and copulating with tufts of grass, leaves or mounds of earth, and some mammals such as primates and dolphins also rub their genitals against the ground or other surfaces to stimulate themselves.
Autoeroticism in female mammals, as well as heterosexual and homosexual intercourse (especially in primates), often involves direct or indirect stimulation of the clitoris ... This organ is present in the females of all mammalian species and several other animal groups.
…

Apes and Monkeys use a variety of objects to masturbate with and even deliberately create implements for sexual stimulation ... often in highly creative ways.

Профессор нейронаук Дэвид Линден (англ. David Linden) из Университета Джонса Хопкинса отмечает, что:

… возможно, самая креативная форма животной мастурбации — у самцов афалинов; мы наблюдали, как такой дельфин обернул вокруг своего пениса живого извивающегося угря.
Оригинальный текст (англ.)... perhaps the most creative form of animal masturbation is that of the male bottlenose dolphin, which has been observed to wrap a live, wriggling eel around its penis.

У слонов женское однополое сексуальное поведение наблюдалось только в неволе, когда две слонихи совершали взаимную мастурбацию хоботами.
Несколько видов животных занимаются и автофелляцией, и оральным сексом, ещё больше — одним из двух: в их числе пауки (Caerostris darwini и чёрные вдовы), бурые медведи, медвежьи и тибетские макаки, волки, козлы, приматы, гиены, летучие мыши, капские земляные белки и бараны.
У индийских коротконосых крыланов спинно-брюшное совокупление, что позволяет им заниматься вагинальным и оральным сексом одновременно: когда головка пениса самца уже введена в вагину самки, та ещё может лизать ствол или основание пениса. Наблюдалось, как крыланы вылизывают гениталии после совокупления.

### Гомосексуальное поведение

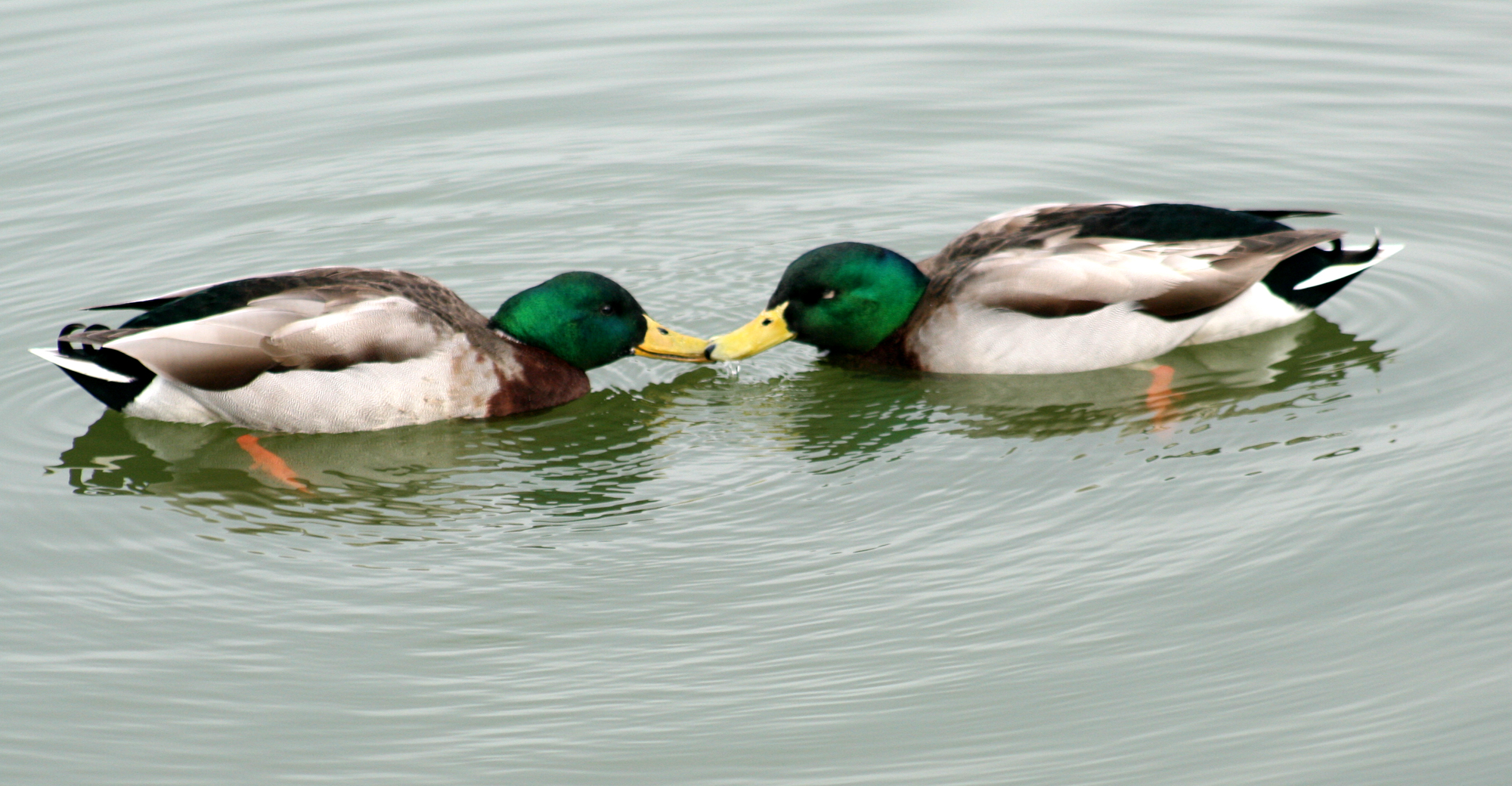
Пара селезней кряквы (Anas platyrhynchos)

Гомосексуальное поведение животных в значительном масштабе долгое время не обнаруживалось в ходе научных исследований. Лишь в 1990-х годах обнаружилось, что таковое встречается достаточно регулярно у многих видов животных, особенно общественных видов — в частности, у морских птиц и млекопитающих, у обезьян и гоминидов. К 1999 году в научной литературе были опубликованы сообщения о наблюдениях гомосексуального поведения диких животных как минимум 471 вида.
Организаторы выставки «Против природы?» утверждали, что «гомосексуальность наблюдалась у 1500 видов, и у 500 из них она была хорошо задокументирована», и что «не обнаружилось ни одного вида, особи которого совсем не проявляли гомосексуального поведения, кроме тех видов, у которых секса нет вообще — например, морских ежей и тлей рода Aphis. Более того, часть животных — гермафродиты, настоящие бисексуалы. Для них гомосексуальность — не проблема».
У животных наблюдаются различные формы гомосексуального поведения, как с сексуальным проникновением, так и без. Кроме действий сексуального характера, отношения между животными одного пола могут проявляться в образовании однополых пар, гомосексуальном родительстве, выражении симпатии. Всё это может дать животным определённые блага: социальный опыт, снятие напряжённости в отношениях, получение удовольствия.
Гомосексуальное поведение проявляют от 6 до 10 % баранов, и у них обнаружилась связь между таким поведением, массой мозга и биохимическими процессами:

Примерно восемь процентов баранов предпочитают полового партнёра-самца даже при возможности выбора между ним и самкой (самцо-ориентированные бараны) — в отличие от большинства баранов, предпочитающих самок (самко-ориентированные бараны). Мы выделили малую группу одновозрастных баранов и овец, в которой срединная преоптическая область (передний гипоталамус) была значительно больше у взрослых баранов, чем у овец…
Оригинальный текст (англ.)Approximately eight percent of [male] rams exhibit sexual preferences [that is, even when given a choice] for male partners (male-oriented rams) in contrast to most rams, which prefer female partners (female-oriented rams). We identified a cell group within the medial preoptic area/anterior hypothalamus of age-matched adult sheep that was significantly larger in adult rams than in ewes ...

Самцы толсторога делятся на два типа: типичные самцы, для которых гомосексуальное поведение, включая совокупление, вполне обычно — и «овцеподобные бараны» или «поведенческие трансвеститы», не показывающие такого поведения.
У пингвинов совокупление самца с самцом наблюдалось в неволе. Гомосексуальное поведение наблюдалось и у летучих мышей, в частности, крылановых.

#### Гомосексуальное образование пар и родительство
Однополые пары животных могут образовываться как в форме партнёрства, так и в форме компаньонства. Оба партнёра в паре совершают сексуальные действия друг с другом; для компаньонов это не обязательно. Между однополыми компаньонами возникает стойкая взаимная симпатия, крепкая дружба, и они много времени проводят вместе. У более чем 70 видов птиц наблюдались однополые партнёрства или компаньонства.
Гомосексуальное родительство (часто понимаемое как одна из форм совместного выведения потомства) также наблюдается у многих видов животных. Оно может создаваться различными путям; один из наиболее распространённых — когда две самки (обычно родственницы) помогают друг дружке растить детёнышей. Примером этого может послужить луговая полёвка. У них пик брачного сезона приходится на лето, а зимой и весной самцы живут отдельно от самок. Самки с детёнышами собираются в группы для совместной зимовки, и внутри такой группы образуются однополые пары самок, помогающих друг дружке с кормлением детёнышей и уходом за ними. Это помогает увеличить выживаемость потомства и темп роста популяции.
Подобное особенно распространено у некоторых видов птиц. У темноспинных альбатросов встречаются пары неродственных самок, совместно выращивающих детёнышей, что очень редко в животном мире. Темноспинные альбатросы моногамны, и женские однополые пары у них также оказываются постоянными.

#### Трение гениталий о гениталии
Трение гениталий о гениталии партнёра того же пола практикуют бонобо — как самки, так и самцы. Такое сексуальное действие между самками других видов приматов не наблюдалось. Трение пениса о пенис партнёра,  практикуемое самцами животных, называют «пенисным фехтованием» (англ. penis fencing). Как полагают многие эволюционисты, такое гомосексуальное действие появилось ещё до разделения гоминид на людей и бонобо, и в обоих генетически родственных видах оно может выполняться или не выполняться в отношениях между особями мужского пола.
Генитальное трение между самцами один раз наблюдалось у орангутанов и несколько раз в малых группах белоруких гиббонов, самцы которых нередко продолжали тыкаться пенисами до наступления эякуляции у одного из них, а также между самцами ламантинов (вместе с «поцелуями») и многих других видов млекопитающих.

### Межвидовой секс

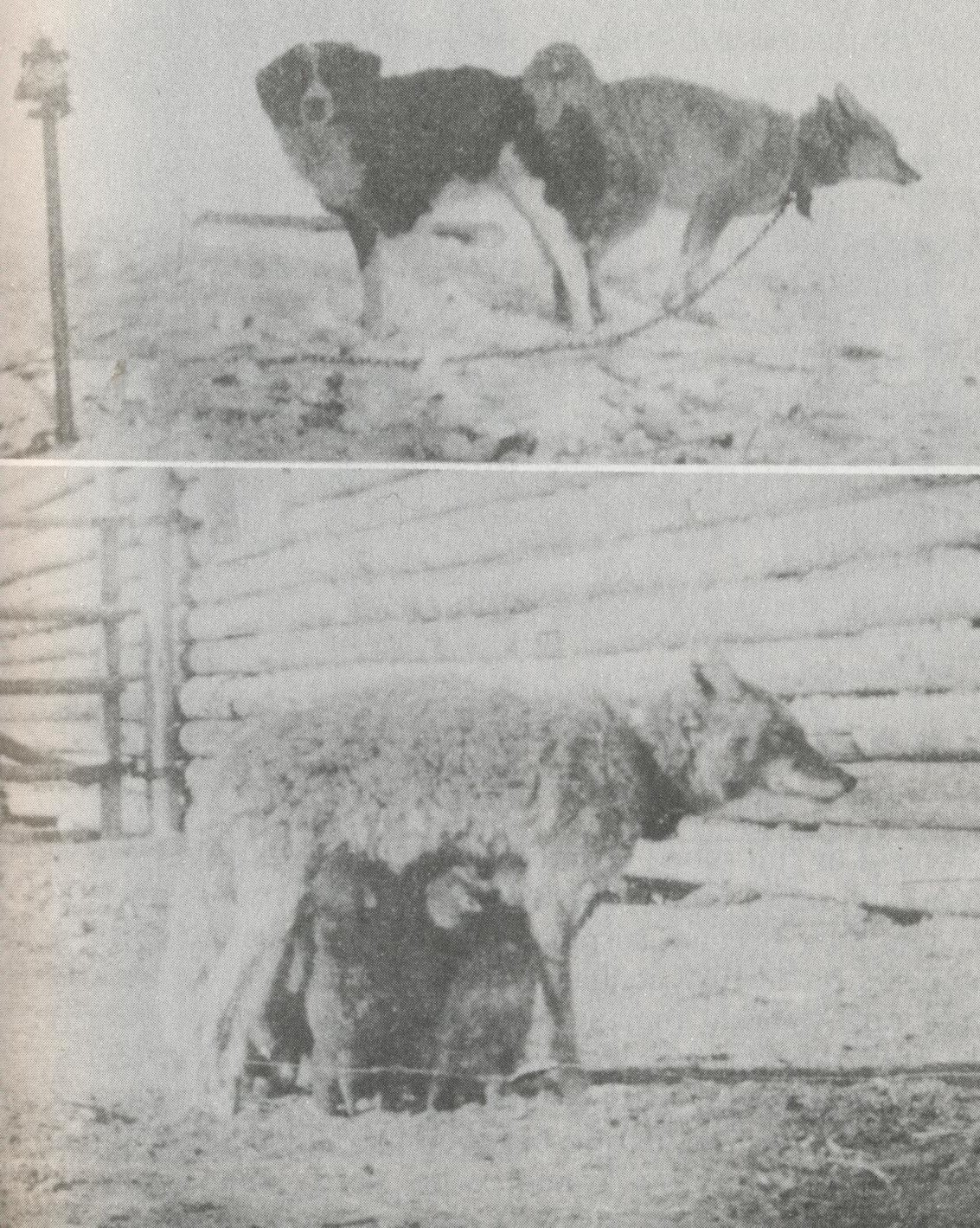
Собака совокупляется с койотом; родившиеся гибриды — койдоги.

Некоторые животные удачно спариваются с особями других биологических видов. Такое чаще бывает у одомашненных и содержащихся в неволе животных, нежели у диких, живущих в естественной для них среде обитания — возможно, потому, что в неволе снижается агрессивность и повышается сексуальная рецептивность. Однако и в дикой природе наблюдались действия сексуального характера между животными разных видов. В большинстве задокументированных случаев междвидовой секс происходил между особями разных видов одного рода, но в других случаях — между представителями более дальних таксонов.
Альфред Кинси цитировал сообщения о сексуальных действиях между самкой канны и африканским страусом, кобелем и курицей, самцом обезьяны и змеёй, самкой обыкновенного шимпанзе и котом.
Обзор публикаций, сделанный в 2008 году, показал, что известно 44 пары видов, особи которых пытались осуществить межвидовое спаривание и ещё 46 пар видов, у которых оно удалось (не считая тех, что привели к рождению гибридов). Большинство таких случаев наблюдались в ходе лабораторных экспериментов, некоторые — в ходе полевых исследований в природе. Это может приводить к снижению приспособленности из-за непродуктивной траты времени, энергии, питательных веществ.
Наблюдалось насильственное совокупление самцов каланов с самками тюленей, а также изнасилование пингвинов самцами тюленей. Межвидовые совокупления наблюдались и у морских львов. Самцы прыгунчиков вида Tetrix ceperoi часто совокупляются с самцами и самками других видов прыгунчиков и даже с мухами; более крупные самки насекомых их обычно отгоняют. Самцы паутинных клещей вида Panonychus citri совокуляются с самками другого вида клещей — Panonychus mori — почти так же часто, как с самками своего вида, даже когда это не приводит к оплодотворению.
Наблюдались межвидовые совокупления между японскими макаками и пятнистыми оленями.

### Секс с неполовозрелыми
Самцы горностаев иногда совокупляются с самками своего вида, не достигшими половой зрелости. У тех самок возможна длительная эмбриональная диапауза, и они смогут родить зачатого детёныша в следующем году, когда уже созреют для этого.
В одном из наблюдений самец пятнистой гиены пытался сблизиться с самкой, но та прогнала его. Тогда самец с досады принялся за её десятимесячного детёныша, с которым совокупился несколько раз. Детёныш не сильно сопротивлялся, мать не вмешивалась. Такие же истории наблюдались и могут быть вполне обычными у пингвинов Адели.
Насильственное совокупление с неполовозрелыми самками наблюдается и у насекомых.
У обыкновенных шимпанзе наблюдался секс между неполовозрелыми самцами и самками; юные бонобо ещё чаще вовлекаются в действия сексуального характера. Незрелые молодые самцы бонобо пытаются играть с гениталиями самок — как ровесниц, так и взрослых. С детства бонобо обоих полов играют друг с другом в различные игры, в том числе изображают совокупление; с возрастом это учащается до тех пор, пока самец бонобо не достигнет подросткового возраста и станет совокупляться «по-настоящему». В отличие от бонобо, взрослые гориллы не проявляют никакого сексуального интереса к детёнышам и подросткам своего вида. В целом среди приматов сексуальные действия с участием неполовозрелых детёнышей происходят регулярно.

### Секс с умершими

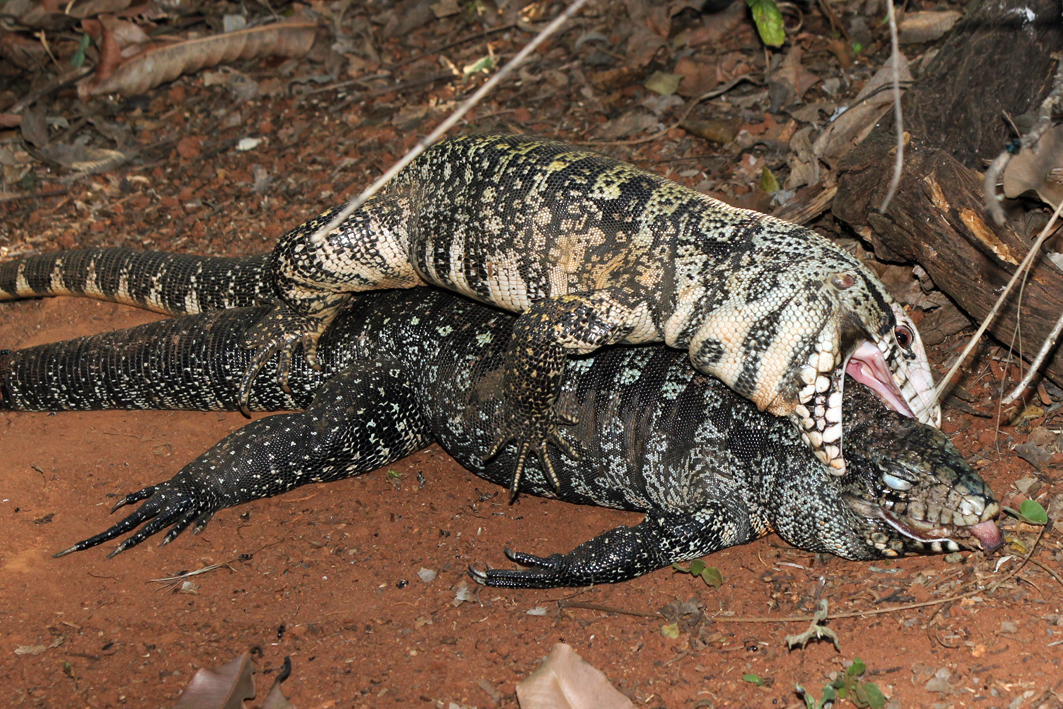
Самец аргентинского чёрно-белого тегу пытается спариться с самкой, умершей два дня назад. Фото Ивана Сазумы

У некоторых млекопитающих, птиц, рептилий и лягушек обнаруживались случаи некрофилии, то есть сексуальных действий живой особи с умершей. Это наблюдалось, в частности, у пингвинов Адели. Гомосексуальная некрофилия наблюдалась у самцов кряквы. Предполагается, что когда оба самца ещё были живы, первый преследовал и пытался изнасиловать второго, когда тот ударился об оконное стекло и погиб. Но преследователь и тогда не оставил попыток осуществить желаемое. Наблюдавший это Моэликер (нидерл. Kees Moeliker) записал, что «когда один скончался, другой просто сделал это и не получил никакой негативной реакции — вообще-то совсем никакой реакции».

## Пояснения
1. ↑  англ. «Periodic spontaneous erection and penile movements known as masturbation (SEAM) occur normally at approximately 90 min intervals in awake equids. ... The effects of aversive conditioning] are consistent with suppressed sexual arousal and reduced breeding efficiency. Semen volume and total number of sperm per ejaculate were significantly less»[36]
2. ↑  англ. when one died the other one just went for it and didn't get any negative feedback—well, didn't get any feedback[80]